# Unciaal 073
Unciaal 073 (Gregory-Aland), ε 7 (Soden), is een van de Bijbelse handschriften in Griekse taal. Het dateert uit de 5e eeuw (6e eeuw) en is geschreven met hoofdletters (uncialen) op perkament.

## Beschrijving
Het bevat de tekst van de Evangelie volgens Matteüs (14,28-31). De gehele Codex bestaat uit 1 blade (28 × 23 cm) en werd geschreven in twee kolommen per pagina, 34 regels per pagina.
De Codex is een representant van het Alexandrijnse tekst-type, Kurt Aland plaatste de codex in Categorie II.

## Geschiedenis
Het handschrift bevindt zich in de Russische Nationale Bibliotheek (Gr. 277, 1f), in Sint-Petersburg.